# نوجة دة شيخلر
نوجة دة شيخلر هي قرية في مقاطعة مرند، إيران. عدد سكان هذه القرية هو 303 في سنة 2006.